# NGC 7484
NGC 7484 (również PGC 70505) – galaktyka eliptyczna (E), znajdująca się w gwiazdozbiorze Rzeźbiarza. Odkrył ją John Herschel 30 sierpnia 1834 roku.